# 常に福にして

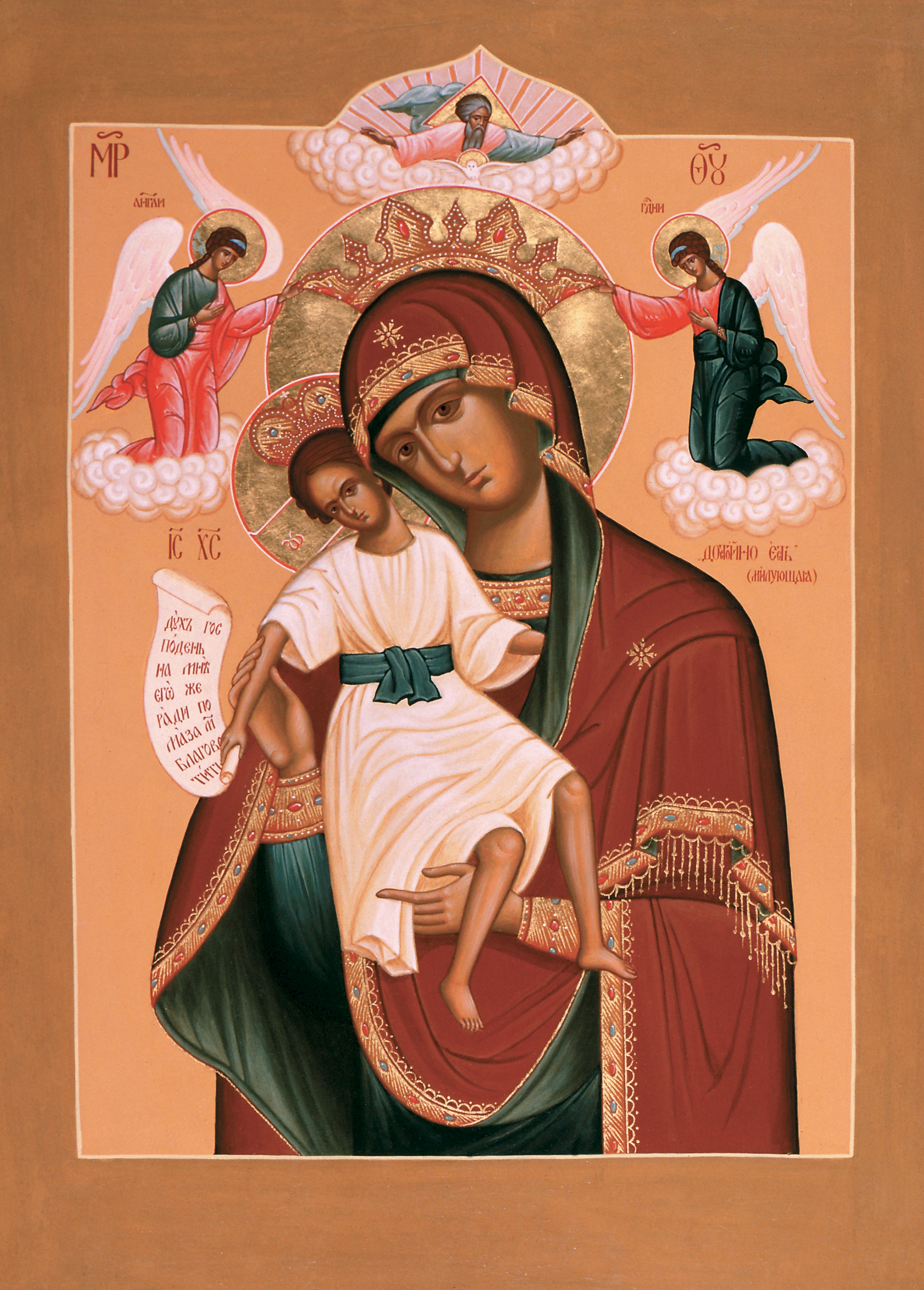
生神女マリヤのイコン『常に福にして』

常に福にして（つねにさいわいにして）とは、正教会において最も頻繁に用いられる祈りの一つ。聖体礼儀をはじめとする公祈祷においてのみならず、私祈祷や各種集会においても用いられる。短く「常に福（つねにさいわい）」とも呼称される。
- ギリシア語: Άξιον εστίν
- ロシア語: Достойно есть
- 英語: "Axion Estin" or "It is truly meet"
- アラビア語：بواجب الاستئهال

## 概要
『常に福にして』は生神女マリヤ（聖母マリア）に捧げる讃詞のうち、最も頻繁に用いられるものの一つである。
早課・聖体礼儀をはじめとする奉神礼において歌われるのみならず、各種教会行事の終わりにも唱えられるか歌われるかする（ただし復活大祭後の復活祭期のみは「新たなるイェルサリムや」に代えられる）。また、私祈祷の終結にも用いられる祈祷文である。

### 意義
普通の人と異ならない生神女マリヤが、聖神に満たされ（ルカによる福音書、1章35節）、神の母となる光栄を受けて「常に福い」と称されたこと（ルカによる福音書、1章48節））を想起する讃詞。普通の人としての信徒自身が、生神女のように神の旨に従順に従い神の恵みを受け入れ（生神女福音）、その結果生神女と同様に天使たちにも勝る者となり得ることを記憶し、その成就を祈願して祈る祈祷文である。

### 題名
ギリシャ語・教会スラヴ語の題名を直訳すれば『眞に當れり（あたれり）』となるが、（西方教会にも同様の習慣はあるが）正教会には、語順が異なってもそれぞれの言語版での祈祷文の冒頭を祈祷文の題名として用いる習慣があるため、日本語の讃詞の題名は『常に福（さいわい）にして』となっている。

## 祈祷文
- 日本語（日本正教会訳の祈祷文）: 常に福にして全玷なき生神女、吾が神の母なる爾を福なりと稱ふるは、眞に當れり。ヘルヴィムより尊くセラフィムに並びなく榮え、貞操を壞らずして神言を生みし、實の生神女たる爾を崇讚む。
- ギリシア語: Άξιον εστίν ως αληθώς μακαρίζειν σε την Θεοτόκον, την αειμακάριστον και παναμώμητον και μητέρα του Θεού ημών. Την τιμιωτέραν των Χερουβείμ και ενδοξοτέραν ασυγκρίτως των Σεραφείμ την αδιαφθόρως Θεόν Λόγον τεκούσαν, την όντως Θεοτόκον, Σε μεγαλύνομεν.
- 教会スラヴ語: Достойно есть, яко воистинну, блажити Тя, Богородицу, Присноблаженную и Пренепорочную и Матерь Бога нашего. Честнейшую херувим и славнейшую без сравнения серафим, без истления Бога Слова рождшую, сущую Богородицу Тя величаем.
- アラビア語: بواجب الاستئهال حقاً نُغبِّطُ، والدةَ الإله الدّائمةَ الطّوبى، البريئةَ من كلِّ العيوبِ أمَّ إلهِنا. يا مَنْ هي أكرمُ من الشاروبيمِ، .وأرفعُ مجداً بغير قياسٍ من السيرافيم، التي بغير فسادٍ ولدَتْ كلمةَ الله، حقاً أنَّك والدةُ الإله، إيّاكِ نُعظِّم "bi wājibi l-isti'hāli ḥaqqan nughabbiṭu wālidata l-ilāhi d-dā'imata ṭ-ṭūbā, ab-barī'yata min kulli l-'uyūbi 'umma 'ilāhinā. yā man hiya 'akramu min ash-shārūbīmi, wa 'arfa'u majdan bi ghayri qiyāsin min as-sīrāfīmi, allatī bi ghayri fasādin waladat kalimat ALLĀHi, ḥaqqan 'annaki wālidatu l-'ilāhi, 'iyyāki nu'aẓẓim."